# سعید دارمی
سعید دارمی (؟ -۷۶۷م) شاعر و خوانندهٔ عرب بود؛ شهرت فراگیر او، دو بیت شعر است که در مجلسی خواند که در الاغانی ذکر شده است. دارمی در مکه پرورش یافت و در شعر و خوانندگی سرآمد شد. او را ظریف و نیک هم‌نشین یاد کرده‌اند.